# Mírne (Crimea)
|  | Per a altres significats, vegeu «Mírnoie». |

Mírne (en (ucraïnès): Мирне, en rus: Мирное, Mírnoie) és un poble de la República Autònoma de Crimea a Ucraïna, que el 2021 tenia 10.921 habitants. Pertany al districte de Simferòpol.